# レイクランド大学
レイクランド大学（英語: Lakeland University）は、ウィスコンシン州シボイガンに本部を置くアメリカ合衆国の私立大学。1862年創立、1862年大学設置。

## 概要
1862年設立。米国北中部大学認定協会（North Central Association of Colleges and Schools)の認可を受けた4年制大学。
東京都墨田区横網にレイクランド大学ジャパン・キャンパスがある。ジャパン・キャンパスは1991年、学校法人呉学園がレイクランド大学日本校として設立。1996年レイクランド大学本校の経営に移管。2005年文部科学省より、アメリカの私立大学として初めて外国大学の日本校の指定を受けている。

## 歴史

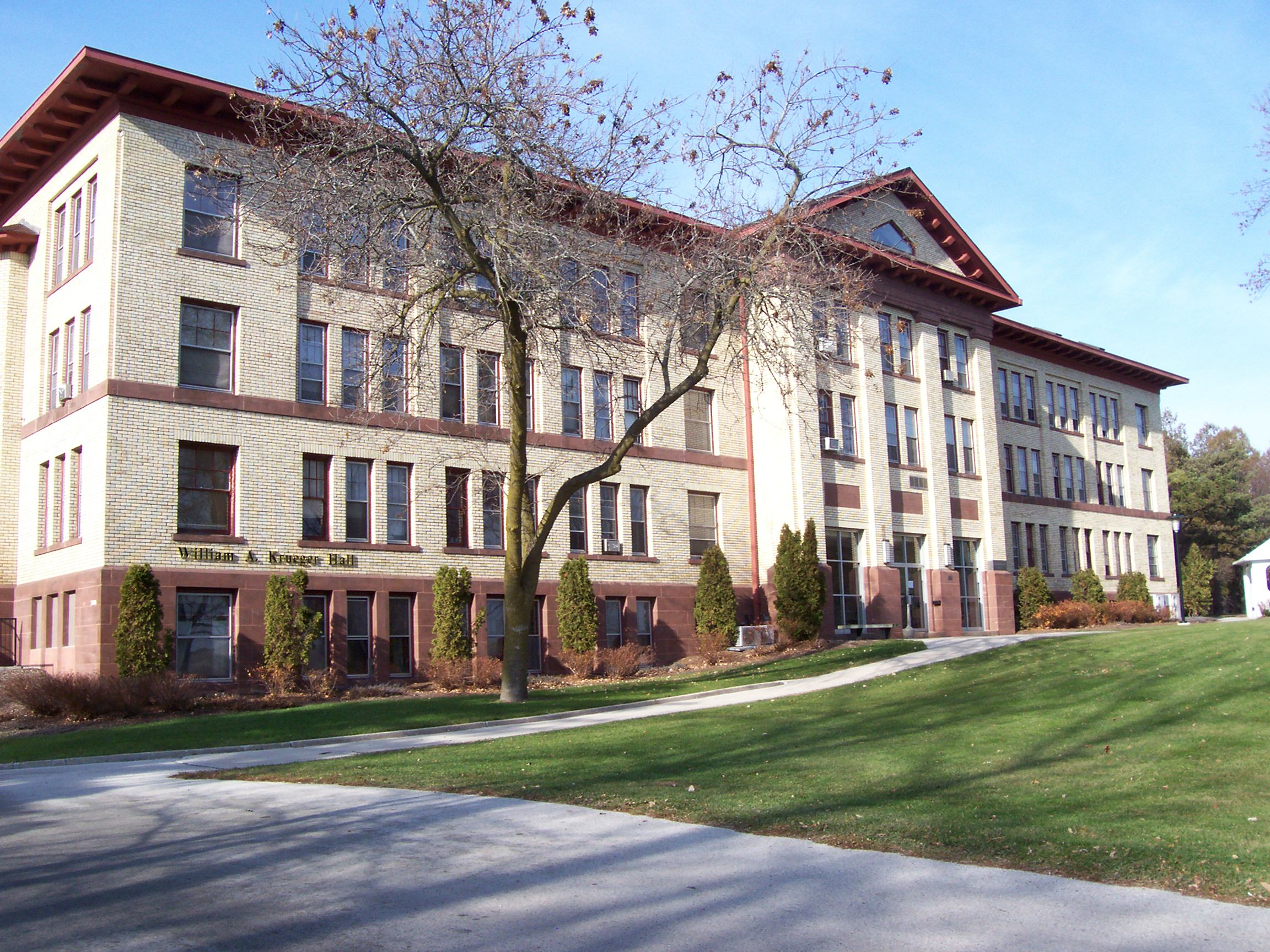
ウィリアム・A・クルーガー・ホール

レイクランド大学は南北戦争最中の1862年、アメリカ合衆国で、1848年に州として認定されたばかりのウィスコンシン州シボイガンに設立された。
設立された当初は大学名をドイツ語で『ミッションズハウス』（Missionshaus、「伝道館」）または英語で『ミッション・ハウス』（Mission House）と称し、当時地域の住民のほとんどがドイツ系移民であったことから、ドイツ語で教育を行う神学校として運営されていた。
レイクランド大学設立当初は、神学校としての伝統的な教育を行うと同時にリベラル・アーツ教育を行い、多くの学生が牧師を目指して学ぶ大学であった。
しかし19世紀の終わりを迎える頃には、神学を学ぶ学生に留まらず、1898年には当時は珍しかった女子学生を迎え入れるなど、多くの学生にとって自由に学ぶ環境を提供する大学へとなっていった。
ミッション・ハウスの校名は95年間使用されたが、1956年に現在のレイクランド・カレッジに校名を変更し、米国北中部大学認定協会（North Central Association of Colleges and Schools）の認可を受け、純粋なリベラル・アーツ・カレッジとして運営されている。
1991年にはレイクランド大学ジャパン・キャンパスを設立、またドイツ、中華人民共和国、台湾、マレーシア、大韓民国の大学と提携を進め、アフリカのマラウイの学生を呼び寄せ、教員として教育を行い、母国での教育発展に寄与するなど、国際教育に尽力しているという特色も持っている。

## キャンパス

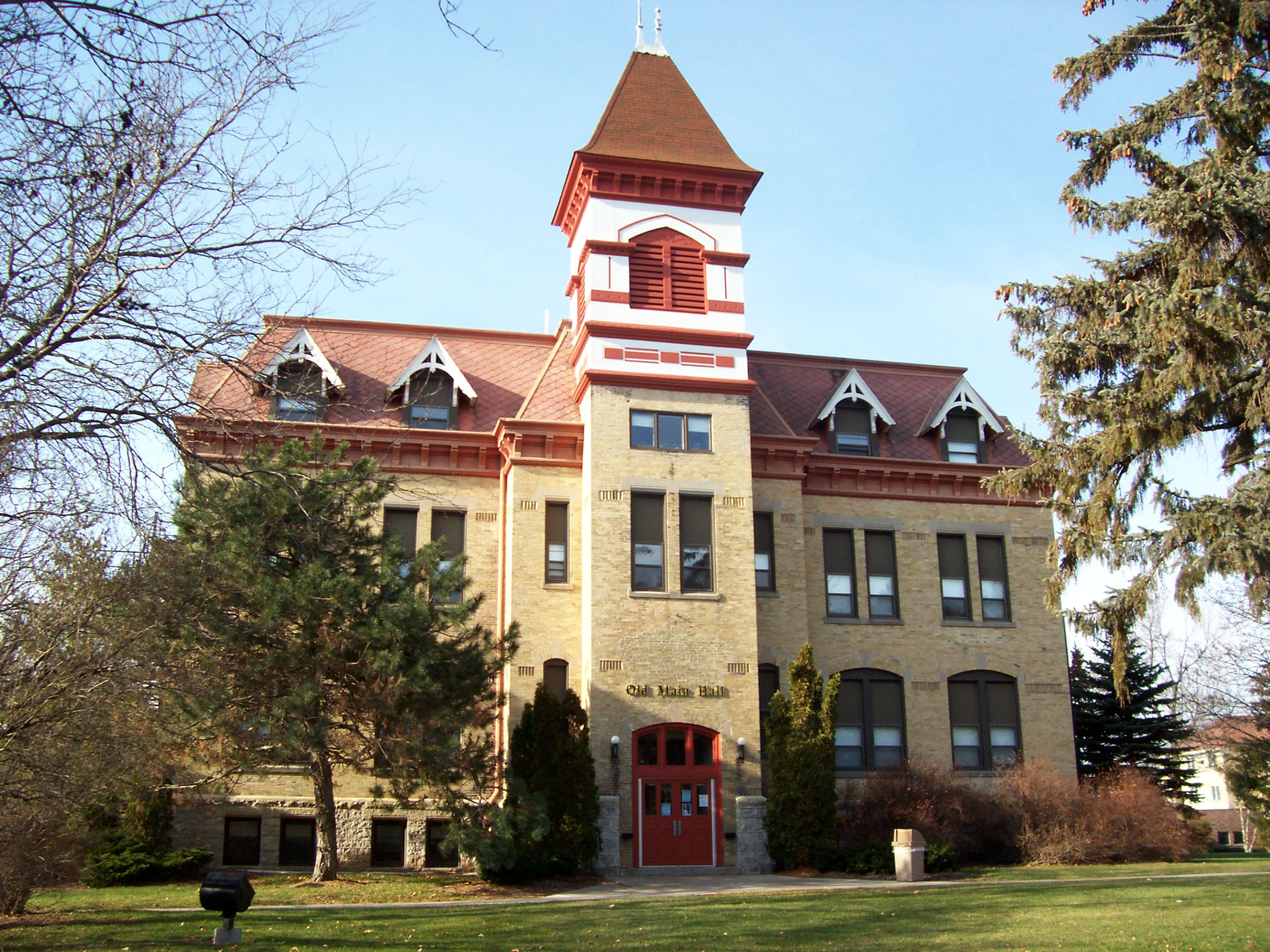
オールド・メイン・ホール

レイクランド大学は、アメリカ ウィスコンシン州のシボイガン(Sheboygan)という街から、北東へ8キロほど離れたところに所在する。
キャンパスの広さは約245エーカー(約1km2)で、主に18の建物で構成されている。建物の中でもっとも古い建物は、オールド・メイン・ホール（Old Main Hall）と呼ばれ、1888年に完成した。近年多くの建物が改装され、光ファイバーのネットワークや実験設備などを導入している。
また、メインキャンパス以外に、一般社会人向けに7つの分室を設置している。 
大学の所在地であるが、公式カタログやWeb上では、P.O.Box 359 Sheboygan, WI 53082-0359という住所表記になっているが、これは郵便上の私書箱の住所（Postal Address）を示すもので、実際の所在地（Physical Address）はW3718 South Drive Plymouth, WI 53073-4878という表記になる。

## レイクランド大学ジャパン・キャンパス
1991年、学校法人呉学園がレイクランド大学日本校として設立、利根川裕氏が学長を務め本校の副学長ステイーヴン・グールド(当時)が赴任し指導にあたった。これは日本人留学生に数多く見られる英語力も不十分なうちに留学を志し、直接アメリカに来たものの多くの学生が語学研修の段階で挫折するのを憂慮し、日本でレイクランド大学のカリキュラムの一部（教養課程）を英語研修課程とともに履修できるように設立した。
設立当初は、東京都豊島区にキャンパスが置かれたが、現在は墨田区で運営されている。学生数は約280名前後を推移している。
レイクランド大学ジャパン・キャンパスが提供するプログラムは次の通り：
- 英語研修課程（EAP）
- 教養課程